# Elisabeth van der Noot d'Assche
Elisabeth Catherine Adrienne Marie Anne van der Noot d'Assche, gravin of prinses Ruspoli, (Brussel, 22 juli 1899 - Elsene, 27 maart 1974) speelde een zekere rol in de schaduw van generaal Alexander von Falkenhausen tijdens de Tweede Wereldoorlog in België.

## Afstamming en familie
Ze was het eerste kind van graaf Edouard Dimitri van der Noot, markies d'Assche (1860-1928) en Adrienne Barbanson (1875-1944). Haar kunstzinnig aangelegde moeder verzamelde netsuke en schreef er een boek over dat postuum verscheen. Op 19 december 1923 trad Elisabeth in het huwelijk met Don Costantino Ruspoli, die een diplomatieke carrière maakte. Ze hadden elkaar leren kennen tijdens het ambassadeurschap van Costantino's vader, Don Mario Ruspoli, tweede prins de Poggio-Suasa, in Brussel (1919-1924). Het paar kreeg er drie kinderen: Marcantonio Mario Dimitri (28 november 1926 - 1 augustus 2003), Edoardo (° 17 februari 1928, hij zou later als springruiter België vertegenwoordigen op internationale wedstrijden) en Giovanni Marescotti (° 6 maart 1935). Op 8 januari 1930 was het echtpaar aanwezig op het huwelijk van de Belgische prinses Marie José met de Italiaanse kroonprins Umberto. Haar uitdossing werd besproken tot in Zwitserland.
In de oorlog nam Costantino, die ambassaderaad was bij de Italiaanse ambassade in Brussel, dienst in het Italiaanse leger. Hij sneuvelde op 24 oktober 1942 in de Egyptische woestijn (Beir-Almasaïli), bij de Tweede Slag bij El Alamein. Hij voerde als kapitein het bevel over een compagnie van de Bliksemdivisie (Folgore) die Heuvel 77 verdedigde, de meest vooruitgeschoven Italiaanse positie, tegen operatie Lightfoot. Zijn broer Marescotti was ook paracommando-paracudatisto en liet eveneens het leven in die slag. De derde broer Maurizio was gevechtspiloot en overleefde de oorlog.

## Tijdens de Tweede Wereldoorlog
De weduwe van de postuum gedecoreerde commandant bleef in Brussel wonen. Ze bleef in contact met de Italiaanse ambassade. Ze hield zich voornamelijk bezig met materiële hulp aan de Italianen in België. Aanvankelijk waren het wagons met voedingswaren die ze uit Italië ontving, maar na enige tijd bleven die achterwege en kreeg ze geld, waarmee ze zelf aankopen kon doen, onvermijdelijk voor een deel op de zwarte markt. De Duitsers gedoogden het, zolang Italië hun bondgenoot was, maar na de omverwerping van Mussolini werd het anders.
Daarnaast vertoefde ze in de hoogste kringen van de bezettingsmacht en stond onder meer op goede voet met de militaire gouverneur Alexander von Falkenhausen (1878-1966) en zijn directe ondergeschikten, de militaire chef Bodo von Harbou (1887-1944) en de bestuurlijke chef Eggert Reeder (1894-1959). Falkenhausen had zijn intrek genomen in het Palais d'Assche waar Elisabeth was opgegroeid. "Elisa" werd de public relations van de generaal in de betere middens van de hoofdstad en lichtte hem in over de evolutie van de publieke opinie.
Falkenhausen had carrière gemaakt via de Reichswehr en stond niet op goede voet met de nazi's. In de weekends was hij een mondaine gastheer op het kasteel van Seneffe, verlaten door de Joodse bankiersfamilie Philippson en nu "eigenaarsloos, non-Arisch kapitaal". Met Elisabeth als gastvrouw aan zijn zijde ontving hij er de hoogste Belgische adel: prins Albert de Ligne, prins de Croÿ en zelfs prinses Marie José, de zus van Leopold III van België. Ook hoge officieren die tot dezelfde oud-Pruisische militaire elite behoorden, zoals Gerd von Rundstedt (1875-1953) en Carl-Heinrich von Stülpnagel (1886-1944) werden er gesignaleerd. Jagen was een favoriete bezigheid. Daarvoor trok men soms naar Ter Rijst, waar Elisabeth de jacht- en visrechten huurde. In deze periode vermeldde Falkenhausen in zijn dagboek Elisa haast elke dag.
Tegelijk had Elisabeth korte tijd een zekere binding met het Comète-netwerk dat ontsnappingsroutes naar Engeland organiseerde. Ze heeft zelf niemand opgevangen, maar ravitaillering bezorgd voor Engelse ondergedoken vliegeniers aan een zekere Sterckmans, van wie de zoon de groep Comète aan de Duitsers verraadde.
Volgens haar zoon kreeg ze elke dag talrijke brieven met verzoeken om "humanitaire tussenkomsten". Het is alvast bewezen dat haar tussenkomsten bij Von Falkenhausen enkele arrestaties konden doen annuleren of verzachting van het lot als gevangene konden bekomen.

## Arrestatie
Op 15 november 1943 werd Elisabeth in het hotel Bristol in Parijs samen met de Belgische bankier Pierre Vermeersch gearresteerd door de SD. Het ging duidelijk om een intrige waarbij de fascistische middens in en rond de Italiaanse ambassade in Brussel betrokken waren. Na de bevrijding door de Duitsers van Mussolini, hadden ook in Brussel de fascisten de ambassade ingepalmd. Van der Noot behoorde tot de "vijanden" en door een zekere Contigli werd een dossier tegen haar ingediend bij de Gestapo, waarin ze beschuldigd werd van zwarte-markthandel en deviezentrafiek.
Ze werd naar Berlijn afgevoerd en kwam er terecht in een bommenregen. Ze moest met haar Gestapobewaakster Hertha Schulz uren door de brandende straten rennen. Na enkele dagen ondervraging in de lokalen van de Gestapo, Alexanderplatz, verbleef zij onder bewaking in het Kaiser Hotel en, na bombardementen, werd ze ondergebracht in het Hotel Prinz von Preussen in Frankfurt aan de Oder. Op 6 juli 1944 werd ze opgesloten in het concentratiekamp van Ravensbrück waar ze bleef tot 9 november. Ook Harbou werd in deze zaak opgepakt en zou enige weken later in onduidelijke omstandigheden sterven in een Berlijnse cel. In juli had Ulrich von Hassell (1881-1944) gewaarschuwd dat de partij Falkenhausens omgang met de Belgen al te intiem vond en dat hij door de Gestapo in de gaten werd gehouden. Toen ze was gearresteerd schreef een afkeurende Von Hassell in zijn dagboek dat haar telefoon afgeluisterd was geweest en dat de beschuldigingen tegen haar niet politiek maar moreel waren (zwarte geldhandel en immoraliteit).
Er werd verteld dat ze de maîtresse was van Von Falkenhausen, wat ze allebei steeds ten stelligste hebben ontkend. Er werd er zelfs bijverteld dat Elisabeth en Alexander in de Antwerpse kathedraal getrouwd waren. Het leek niets anders te zijn dan een campagne vanwege de Sicherheitsdient om de generaal in Berlijn in diskrediet te brengen. Falkenhausen vroeg Wilhelm Keitel om haar vrij te laten, maar tevergeefs: hij kreeg te horen dat het om een persoonlijk bevel van Benito Mussolini ging.
In Ravensbrück was Elisabeth onder meer bevriend met gravin Lagi von Ballestrem (1909-1955), een verzetsstrijdster uit de Solf-Kreis. Ze moest er in beslag genomen juwelen sorteren. Van Helmuth James von Moltke (1907-1945), die ze in Brussel had leren kennen, kreeg ze er een exemplaar van Rudyard Kiplings If.
Elisabeths arrestatie was een voorbode van de val van Falkenhausen zelf, die op 18 juli 1944 plaats moest ruimen voor een Reichskommissar: Josef Grohé (1902-1987). Enkele dagen na zijn ontslag werd hij aangehouden wegens vermeende (maar niet bewezen) betrokkenheid in de aanslag op Hitler en afgevoerd naar Dachau. De relatie tussen Falkenhausen en Ruspoli was ongetwijfeld, naast die van andere Wehrmachtofficieren in België (vaak leden van de Duitse adel) mede aanleiding tot een commentaar van Hitler zelf.
Elisabeth werd in Ravensbrück vastgehouden tot 9 november 1943 (niet in het kamp zelf, maar in een ernaast gebouwde bunker) en genoot toen van een genademaatregel. Ze werd in verplichte residentie ondergebracht in een pension in Friedrichroda (Türingen), waar ook onder meer het gezin van de Franse generaal Henri Giraud werd vastgehouden. In april 1945 werden ze door de troepen van generaal George Patton bevrijd.

## Terugkeer
Elisabeth keerde met de familie Giraud naar Frankrijk terug en van daar naar Brussel. De Amerikaanse ambassadeursvrouw Lydia Kirk beschreef hoe ze zich na de oorlog discreet terug in de hogere kringen wist te integreren. Haar schoonheid en avontuurlijke levensstijl bleven fascineren. Kirk noemde haar "a miniature Marlène Dietrich" en "a pocket Venus". Ze liet niet na het gerucht te vermelden dat Elisabeth hoge Duitse officieren had ontvangen terwijl ze een bad nam, of Elisabeths bewering dat ze haar Duitse cipierster tot het katholicisme had bekeerd.
Ondertussen zat Falkenhausen gevangen, eerst in Neurenberg en later in België. Hij correspondeerde uitgebreid met zijn "Sainte-Elisabeth". Op het proces-Falkenhausen legde Karl Otto von Kameke een omstandige verklaring af over Elisabeth Ruspoli. Falkenhausen werd veroordeeld tot 12 jaar dwangarbeid, maar enkele dagen later over de grens gezet.
De weduwe Ruspoli stierf dertig jaar na de bevrijding in haar geboortestad. Ze was na de oorlog niet erkend als inlichtings- en actieagent. Ze werd wel, na een paar weigeringen, op 10 april 1962 door de Beroepscommissie voor de erkenning van politieke gevangenen, erkend als politiek gevangene.